# قناع (فلم)
قناع (بالإنجليزية: Mask) فيلم سيرة ذاتية ودراما أمريكي صدر عام 1985، من إخراج بيتر بوغدانوفيتش وبطولة شير، سام إليوت وإريك ستولتز بالإضافة إلى أدوار ثانوية من تأدية كل من: دينيس باركلي، لورا ديرن، إيستيل غيتي و ريتشارد دايزارت. شير فازت بجائزة مهرجان كان السينمائي 1985 لأفضل ممثلة لدورها في هذا الفيلم.

## روابط خارجية
- مقالات تستعمل روابط فنية بلا صلة مع ويكي بيانات